# Barraca XXII (Aiguamúrcia)
La Barraca XXII és una obra d'Aiguamúrcia (Alt Camp) inclosa a l'Inventari del Patrimoni Arquitectònic de Catalunya.

## Descripció
És una barraca composta i associada al marge. El cos de la dreta presenta una "casella" o cúpula circular. La seva estructura general és rectangular, amb un portal capçat amb llinda i un arc de descàrrega.
La seva planta interior és circular amb un diàmetre de 3'699m. Com a elements funcionals contñe una menjadora. Està coberta amb falsa cúpula, alçada màxima de 3'900m. Orientació Sud.
El cos de l'esquerra està cobert amb pedruscall, el seu portal està rematat amb un arc dovellat amb arc de descàrrega. La seva planta interior és rectangular i amida: fondària 1'90m, amplada 2'80m. Com a element funcional presenta una menjadora. Està cobert amb una falsa cúpula, amb una alçada màxima de 3'0m. La seva orientació és al Sud.